# Ладысев, Владимир Фёдорович
Влади́мир Фёдорович Ла́дысев (бел. Уладзімір Фёдаравіч Ладысеў; 3 марта 1940 — 24 мая 2017) — белорусский историк, педагог. Доктор исторических наук (1989), профессор (1990).

## Биография
Родился в крестьянской семье в деревне Дятель Дубровенского района Витебской области Белорусской ССР. Окончил Белорусский государственный университет (1967), в 1971 году — аспирантуру в БГУ, защитил кандидатскую диссертацию (БГУ; «Деятельность Компартии Западной Белоруссии по организации трудящихся масс на борьбу за демократические права и свободы (1934—1938 гг.)»). В 1989 году защитил докторскую диссертацию (Институт истории партии при ЦК КП БССР; «Деятельность Компартии Западной Белоруссии по организации трудящихся масс на борьбу за демократию, подведение их к социалистической революции (1926—1938 гг.)»).
С 1967 года работал учителем; ассистентом, старшим преподавателем, доцентом в БГУ. С 1979 года — заместитель начальника Управления преподавания общественных наук Министерства высших учебных заведений Белорусской ССР. С 1981 года — доцент Белорусского технологического института. С 1985 года — заведующий кафедрой общественных наук Академии физического воспитания и спорта Республики Беларусь. С сентября 1996 года до 2012 года — профессор кафедры истории Беларуси нового и новейшего времени Исторического факультета Белорусского государственного Университета.
Умер 24 мая 2017 года.

## Научная деятельность
Занимался исследованием истории становления партийно-политической системы Белоруссии и белорусской государственности в XX веке и белорусского национально-освободительного движения в Западной Белоруссии.